# Leucandra ananas
Leucandra ananas är en svampdjursart som först beskrevs av George Montagu 1814.  Leucandra ananas ingår i släktet Leucandra och familjen Grantiidae. Inga underarter finns listade i Catalogue of Life.